# Ludwig Meijering
Ludwig Meijering (Arnhem, 8 februari 1936 — aldaar, 7 september 2014) was een Nederlandse langebaanschaatser.

## Carrière
Meijering deed in de jaren zestig van de 20e eeuw meerdere malen aan het NK Allround mee. In 1965 behaalde hij zijn hoogste klassering met een negende plaats. In 1963 was Ludwig Meijering nationaal recordhouder op de 1000 meter met 1.33:00. In 1979 won Ludwig Meijering de natuurijsklassieker De 100 van Eernewoude.
De laatste jaren reed Meijering mee in het masterscircuit en werd in 2003 wereldkampioen bij de 65+ en op 21 maart 2013 reed hij in Thialf nog een tien kilometer in een tijd van 21.19.69

## Resultaten
| jaar | De 100 van Eernewoude |
| ---- | --------------------- |
| 1979 | Goud                  |